# غراندين (ميزوري)
غراندين (بالإنجليزية: Grandin)‏ هي مدينة أمريكية تقع في ولاية ميزوري. تبلغ مساحة هذه المدينة 1 (كم²)،ويبلغ عدد سكانها 236 نسمة حسب إحصاء سنة 2010 م 236.تشير إحصاءات سنة 2000م بأن الكثافة السكانية في هذه المدينة تقدر بـ(228.7) نسمة/كم2 

## التركيبة السكانية
قام مكتب تعداد الولايات المتحدة بتحديد بيانات التركيبة السكانية لغراندين في تعداد الولايات المتحدة. في ما يلي، التركيبة السكانية حسب تعدادي 2000 و2010.

### تعداد عام 2000
بلغ عدد سكان غراندين 236 نسمة بحسب تعداد عام 2000، وبلغ عدد الأسر 90 أسرة وعدد العائلات 64 عائلة مقيمة في المدينة. في حين سجلت الكثافة السكانية 592.2 نسمة لكل ميل مربع (228.6/كم2). وبلغ عدد الوحدات السكنية 119 وحدة بمتوسط كثافة قدره 298.6 نسمة لكل ميل مربع (115.3/كم2).
وتوزع التركيب العرقي للمدينة بنسبة 97.88% من البيض و 1.27% من الأمريكيين الأصليين و 0.85% من عرقين مختلطين أو أكثر.
بلغ عدد الأسر 90 أسرة كانت نسبة 30.0% منها لديها أطفال تحت سن الثامنة عشر تعيش معهم، وبلغت نسبة الأزواج القاطنين مع بعضهم البعض 54.4% من أصل المجموع الكلي للأسر، ونسبة 13.3% من الأسر كان لديها معيلات من الإناث دون وجود شريك، وكانت نسبة 27.8% من غير العائلات. تألفت نسبة 23.3% من أصل جميع الأسر من أفراد ونسبة 6.7% كانوا يعيش معهم شخص وحيد يبلغ من العمر 65 عاماً فما فوق. وبلغ متوسط حجم الأسرة المعيشية 2.97، أما متوسط حجم العائلات فبلغ 2.56.
بلغ العمر الوسطي للسكان 35 عاماً. وكانت نسبة 26.3% من القاطنين تحت سن الثامنة عشر، وكانت نسبة 7.6% بين الثامنة عشر والأربعة وعشرون عاماً، ونسبة 31.8% كانت واقعةً في الفئة العمرية ما بين الخامسة والعشرون حتى والأربعة وأربعون عاماً، ونسبة 20.8% كانت ما بين الخامسة والأربعون حتى الرابعة والستون، ونسبة 13.6% كانت ضمن فئة الخامسة والستون عاماً فما فوق. يوجد لكل 100 أنثى 105.2 ذكر، ويوجد لكل 100 أنثى في الثامنة عشر من عمرها فما فوق 97.7 ذكر.
بلغ متوسط دخل الأسرة في المدينة 19,844 دولار، أما متوسط دخل العائلة فبلغ 22,500 دولار. وكان متوسط دخل الذكور 20,417 دولار مقابل 21,429 دولار للإناث. وسجل دخل الفرد الخاص بالمدينة 10,497 دولار. وكانت نسبة 24.2% من العائلات ونسبة 28.6% من السكان تحت خط الفقر، وكان من هؤلاء نسبة 38.0% تحت سن الثامنة عشر ونسبة 23.1% في الخامسة والستين من العمر وما فوق.

### تعداد عام 2010
بلغ عدد سكان غراندين 243 نسمة بحسب تعداد عام 2010، وبلغ عدد الأسر 102 أسرة وعدد العائلات 60 عائلة مقيمة في المدينة. في حين سجلت الكثافة السكانية 607.5 نسمة لكل ميل مربع (234.6/كم2). وبلغ عدد الوحدات السكنية 121 وحدة بمتوسط كثافة قدره 302.5 لكل ميل مربع (116.8/كم2).
وتوزع التركيب العرقي للمدينة بنسبة 99.59% من البيض و 0.41% من الأمريكيين الأصليين.
بلغ عدد الأسر 102 أسرة كانت نسبة 35.3% منها لديها أطفال تحت سن الثامنة عشر تعيش معهم، وبلغت نسبة الأزواج القاطنين مع بعضهم البعض 39.2% من أصل المجموع الكلي للأسر، ونسبة 15.7% من الأسر كان لديها معيلات من الإناث دون وجود شريك، بينما كانت نسبة 3.9% من الأسر لديها معيلون من الذكور دون وجود شريكة وكانت نسبة 41.2% من غير العائلات. تألفت نسبة 36.3% من أصل جميع الأسر من أفراد ونسبة 7.8% كانوا يعيش معهم شخص وحيد يبلغ من العمر 65 عاماً فما فوق. وبلغ متوسط حجم الأسرة المعيشية 3.15، أما متوسط حجم العائلات فبلغ 2.38.
بلغ العمر الوسطي للسكان 37.6 عاماً. وكانت نسبة 28% من القاطنين تحت سن الثامنة عشر، وكانت نسبة 11.2% بين الثامنة عشر والأربعة وعشرون عاماً، ونسبة 22.3% كانت واقعةً في الفئة العمرية ما بين الخامسة والعشرون حتى والأربعة وأربعون عاماً، ونسبة 23.5% كانت ما بين الخامسة والأربعون حتى الرابعة والستون، ونسبة 15.2% كانت ضمن فئة الخامسة والستون عاماً فما فوق. وتوزع التركيب الجنسي للسكان بنسبة 50.6% ذكور و49.4% إناث.